# Der Palast des Postboten
Der Palast des Postboten (Originaltitel: L’incroyable histoire du facteur Cheval, International: The Ideal Palace) ist ein französisches biografisches Drama des Regisseurs Nils Tavernier aus dem Jahr 2018. Es beschreibt Leben und Werk des Postboten Joseph Ferdinand Cheval in den Jahren 1873 bis 1924, dessen Palais ideal („idealer Palast“) 1968 in Frankreich als einziges naives Baukunstwerk der Welt zum historischen Monument erhoben wurde.

## Handlung
Nachdem er über einen ungewöhnlich geformten Stein gestolpert ist und diesen ausgegraben hat, beginnt Ferdinand Cheval für seine Tochter Alice einen „idealen Palast“ zu bauen, in den er seine Vorstellungen über ferne Länder, die Weltreligionen sowie seine Beobachtungen in der Natur einfließen lässt. Diese Arbeit wird ihn die nächsten 33 Jahre beschäftigen. Dabei sammelt er auf seiner täglichen 32 Kilometer langen Postroute, die er zu Fuß zurücklegt, besondere Steine. Oft geht er nach seiner zehnstündigen Runde noch einmal mit einer einfachen Holzschubkarre los, um die bereitgelegten Steine einzusammeln. Die eigentliche Arbeit an seinem Kunstwerk zieht sich zu jeder Jahreszeit meist bis tief in die Nacht.
Der Film setzt 1873 ein, indem er Ferdinand Cheval, genannt Joseph, auf seiner Postrunde zurück nach Hauterives begleitet. Er zeigt einen seltsam verschlossenen, schweigsamen Briefträger mit autistischen Zügen, vor dem die Leute zum Teil sogar Angst haben. Sein Vorgesetzter, Auguste, steht ihm jedoch wohlwollend gegenüber und überreicht ihm eine Postkarte mit einer Abbildung der ägyptischen Pyramiden, deren Adresse so unleserlich ist, dass sie nicht zugestellt werden kann.
Die erste dramatische Entwicklung ist der Tod seiner ersten Frau, Rosalie. In dessen Folge wird sein etwa zehnjähriger Sohn Cyrille in die Obhut eines Onkels gegeben, da die Familie Ferdinand Cheval für unfähig hält, für ihn zu sorgen. Die linkische, schweigsame Affektlosigkeit seinem Sohn gegenüber macht diesen Entschluss plausibel.
Auf seinen Postrunden begegnet Cheval der jungen Witwe Philomène Richaud. Sie gibt ihm zu trinken und fragt ihn, woran er beim Laufen denkt. Er bleibt zunächst eine Antwort schuldig, erklärt ihr aber später, dass er beim Laufen träumt, z. B. ein Haus zu bauen aus Blättern, Zweigen und Blumen. Inspirationen holt er sich aus dem Magasin pittoresque, einer beliebten bebilderten Zeitschrift, die sich den Sehenswürdigkeiten ferner Länder widmet.
Ferdinand und Philomène heiraten bald und sie zieht von ihrem Bauernhof in Ferdinands karges Heim. Obwohl Ferdinand auch Philomène gegenüber unbeholfen und verschlossen blieb, ist bald ein Kind unterwegs. Ferdinand ist davon überfordert und sagt zu seinem Vorgesetzten Auguste, dass er nichts mit Kindern anzufangen weiß. Er hat Angst, dass Philomène ihm das übelnehmen wird. 1879 wird seine Tochter Alice geboren. Philomène gelingt es, Ferdinands anfängliche Unsicherheit und Distanziertheit zu überwinden, sodass er langsam eine Bindung zu seiner Tochter aufbaut.
Auf einer seiner Runden stolpert Ferdinand in einem Moment der Unaufmerksamkeit über einen Stein und rollt einen steilen, bewachsenen Abgang hinunter. Er beginnt, den Stein freizulegen, und nimmt ihn schließlich mit nach Hause. Es handelt sich um einen großen, ungewöhnlich geformten Stein. Dieses Ereignis gibt den Anstoß zu seinem Lebensprojekt: dem Bau eines Palastes für seine Tochter, gebaut aus Steinen, die er auf seinen Touren findet, zur Seite legt und später mit seiner Schubkarre einsammelt.
Das Bauwerk entsteht auf einem Stück Land, das Philomène eigentlich für den Anbau von Gemüse genutzt hat. Diese zeigt anfänglich große Skepsis, da Ferdinand kein Maurer ist. Doch er verweist auf seine Bäckerlehre und sagt, dass Kalk und Wasser zu vermischen auch nicht schwerer sein kann, als Brot zu backen. In der Tat entwickelt er bei seinen Arbeiten Techniken, die heutigem Stahlbeton ähneln und auf diese Weise fantasievolle Gestaltungsmöglichkeiten eröffnen. Jahr um Jahr baut Ferdinand an seinem Palast, auch wenn es regnet oder schneit. Das Leben der Familie bleibt kärglich. Die aufwachsende Alice begleitet sein Werk, manchmal kritisch, aber meist mit Stolz.
1887 kommt sein Sohn Cyrille zu Besuch und informiert seinen Vater, dass er nach Paris gehen wird, wo er eine Stelle bei einem bekannten Schneider bekommen hat. Dabei lernt er seine Halbschwester Alice kennen und verspricht, sie zu besuchen. Alice verteidigt ihren Vater gegenüber Kindern des Dorfes, die über ihn spotten, reagiert aber gereizt auf seine offensichtlich häufig wiederholten Geschichten aus fernöstlichen Stoffen.
Eines Tages stürzt das Gerüst, auf dem Ferdinand arbeitet, ein. Er wird schwer verletzt und muss für längere Zeit das Bett hüten. Zur gleichen Zeit zeigt sich, dass Alice krank ist.
Ein Journalist aus Romans kommt zu Besuch und lässt sich von Alice den inzwischen recht imposanten Palast zeigen. Er zeigt sich höchst beeindruckt. Cyrille sammelt Zeitungsartikel über seinen Vater und sein Werk.
Nach 30 Jahren bei der Post wird Cheval für seine Dienste geehrt. Er hat in dieser Zeit im Dienst der Post 220.720 Kilometer zu Fuß zurückgelegt, fünf Mal rund um die Erde.
Während Ferdinand an Alices Krankenbett wacht, verstirbt sie – der Zuschauer hört seinen Verzweiflungsschrei. Ferdinand verliert seinen Lebenswillen und versucht, sich im Fluss das Leben zu nehmen. Er möchte seine Tochter gern in ihrem Palast bestatten. Das wird ihm jedoch von der Präfektur nicht gestattet. Voller Wut wirft Cheval den schweren Schreibtisch des Bürgermeisters um. Alice wird kurz darauf auf dem Friedhof des Ortes beigesetzt. Bei der Gelegenheit stellt Cyrille ihm seine Enkelinnen Eugénie und Alice vor. Auch Philomène zeigt sich zerbrochen und ohne Lebenswillen in ihrem leeren Haus.
Schließlich gelingt es Ferdinand, den Tod seiner Tochter zu überwinden, und er setzt seine Arbeit fort, unterstützt von seiner Frau. Er erhält Besuch von Joseph Cadier, einem berühmten Reisenden seiner Zeit. Dieser zeigt sich beeindruckt von der Konstruktion Chevals und fragt ihn, woher er die Architekturstile kennt. Inzwischen hat Chevals Bau einige Berühmtheit, sowohl national als auch international, erlangt.
Zu dieser Zeit zieht Cyrille mit seiner Familie nach Hauterives, wo er eine Schneiderei eröffnet. Er bittet seinen Vater, ihm helfen zu dürfen, was dieser ihm erlaubt. In der Folge entwickelt sich langsam eine Beziehung zwischen Vater und Sohn.
Eines Tages stellt Cyrille seinem Vater einen befreundeten Fotografen vor, der vorschlägt, Fotos für Postkarten zu machen, durch die Einnahmen generiert werden könnten. Der Vorschlag wird in die Tat umgesetzt. Ferdinands Enkeltochter Alice spielt bei der Gelegenheit in dem inzwischen fast fertigen Bau und beschließt, dass sie dort heiraten wird, wenn sie einmal ihren Traumprinzen gefunden hat.
Der Tod seines Sohnes treibt Ferdinand noch einmal in eine tiefe Trauer. 1912 ist Cheval bereits pensioniert und sichtbar gealtert. Zu seinem Palast werden Eintrittskarten verkauft. Trotzdem sagt Cheval, dass er noch nicht ganz fertig ist. Auch Philomène ist inzwischen schwer erkrankt. „Denkst du, dass ich sterben werde?“, fragt sie ihren Mann. Er antwortet unverblümt: „Ja, das denke ich.“ Beide drücken noch einmal aus, welches Glück sie vom anderen erhalten haben.
1916 ist Ferdinand weiterhin am Bauen, diesmal jedoch ein Grabmal für seine Tochter auf dem Friedhof, in ähnlichem Stil wie seinen Palast. Bei diesen Arbeiten stellt ihm seine Enkeltochter Alice ihren Bräutigam Eugene vor. „Dein Traumprinz ist gekommen“, ist seine Reaktion auf ihre Einladung zu ihrer Hochzeit.
Ferdinand schreibt die Geschichte seines Palastes in ein Notizbuch und beendet die Aufzeichnungen mit den Worten: „33 Jahre, 9.000 Tage, 65.000 Stunden für meinen Palast. 8 Jahre für das Grab. Ende der Arbeiten: 22. September 1923.“
Die letzten Szenen des Films bilden die Hochzeit seiner Enkeltochter, bei der vor dem Palast sowohl Erwachsene als auch ausgelassene Kinder fröhlich tanzen. Alice zeigt ihrem Großvater die von seinem Sohn gesammelten Zeitungsartikel. Schließlich blickt Ferdinand im Abendlicht auf seinen von vielen Kerzen beleuchteten Palast. In diesem Moment sieht er, als seine Enkelin Alice auf ihn zukommt, die Vision seiner eigenen Tochter Alice, die ihn zum Tanz bittet. Er sagt: „Ich komme“, und schließt die Augen.
Im Abspann werden schriftlich noch einmal einige Fakten genannt: dass Ferdinand Cheval 1924 im Alter von 88 Jahren starb, dass er 93.000 Arbeitsstunden in 33 Jahren auf den Bau seines „Idealen Palastes“ verwendet hat und dass der Bau am 9. November 1964 vom Kulturminister André Malraux zum historischen Monument erklärt wurde mit der Begründung: „Wir Franzosen haben das Glück, das einzige naive Baukunstwerk der Welt zu besitzen.“

## Produktion
Der Film wurde produziert von Alexandra Fechner für Fechner Films und in Koproduktion mit Fechner BE, Be TV, Voo, Finaccurate, Auvergne-Rhône-Alpes-Côte d’Azur.
Die Dreharbeiten fanden in großen Teilen am echten „Palais idéal“ in Hauterives statt, vor allem auch die Innenaufnahmen im Palast. Dabei wurden für Szenen während der Entstehung des Palastes große Flächen mit Greenscreen-Planen abgedeckt oder per Computer herausretuschiert. Das Dorf zeigende Außenaufnahmen entstanden hingegen hauptsächlich im Drôme-Dorf Mirmande.
Hauptdarsteller Jacques Gamblin schlief zur Vorbereitung mehrere Nächte im Palast und eignete sich typische Handgriffe von Maurern an.

## Rezeption
Rotten Tomatoes hat fünf Kritiken gesammelt, die den Film zu 80 % positiv bewerten.
Das Lexikon des internationalen Films vergibt drei von fünf Sternen und urteilt: „Das warmherzige Historiendrama lebt von der verschlossenen, hervorragend gespielten Hauptfigur, die ihre Gefühle nur durch Taten ausdrücken kann. Trotz einer etwas glatten Dramaturgie nimmt der Film durch sein melancholisches Plädoyer für Träume für sich ein.“

## Auszeichnungen
Auf dem Sarlat Film Festival erhielt Jacques Gamblin den Preis für den besten Darsteller.